# Liste der Gemeinden im Landkreis Schweinfurt

Karte des Landkreises Schweinfurt

Die Liste der Gemeinden im Landkreis Schweinfurt gibt einen Überblick über die Verwaltungseinheiten des Landkreises. Es gibt 29 politische Gemeinden, von denen 19 eine eigene Verwaltung haben, und 2 Verwaltungsgemeinschaften.

## Legende
- Verwaltungseinheit: Name der Gemeinde und Angabe der Gemeindeart: Gemeinde (–), Markt (M), Stadt (St), Große Kreisstadt (GKSt) oder Name der Verwaltungsgemeinschaft. Einheitsgemeinden wie auch Verwaltungsgemeinschaften sind fett gedruckt
- Wappen: Wappen der Gemeinde
- GT: Gemeindeteile der Gemeinde. Der Wiki-Link ist mit der Gemeindegliederung der jeweiligen Gemeinde verknüpft.
- VG: Zeigt ggf. an, ob eine Gemeinde zu einer Verwaltungsgemeinschaft gehört
- Karte: Zeigt die Lage der Gemeinde im Landkreis
- Fläche: Fläche der Stadt beziehungsweise Gemeinde, angegeben in Quadratkilometer
- Einwohner: Zahl der Menschen, die in der Gemeinde beziehungsweise Stadt leben (Stand: 31. Dezember 2023[1])
- EW-Dichte: Angegeben ist die Einwohnerdichte, gerechnet auf die Fläche der Verwaltungseinheit, angegeben in Einwohner pro km2 (Stand: 31. Dezember 2023[2])
- Statistik: Link zur kommunalen Statistik des Bayerischen Landesamts für Statistik
- Website: Website der Gemeinde bzw. der Verwaltungsgemeinschaft

## Gemeinden
| Verwaltungseinheit      | Wappen                                      | GT | VG          | Karte                                                                 | Fläche in km²   | Einwohner      | Einwohner je km² | Statistik | Website |
| ----------------------- | ------------------------------------------- | -- | ----------- | --------------------------------------------------------------------- | --------------- | -------------- | ---------------- | --------- | ------- |
| Landkreis Schweinfurt   | Wappen des Landkreises Schweinfurt          |    |             | Der Landkreis Schweinfurt                                             | 841,46          | 116653         | 139              | [ 3 ]     | [ 4 ]   |
| Gerolzhofen, VG         |                                             |    | Gerolzhofen | Lage der Verwaltungsgemeinschaft Gerolzhofen im Landkreis Schweinfurt | 147,97 (17.6 %) | 16823 (14.4 %) | 114              |           | [ 5 ]   |
| Schwanfeld, VG          |                                             |    | Schwanfeld  | Lage der Verwaltungsgemeinschaft Schwanfeld im Landkreis Schweinfurt  | 17,23 (2 %)     | 2768 (2.4 %)   | 161              |           |         |
| Bergrheinfeld           | Wappen der Gemeinde Bergrheinfeld           | 2  |             | Lage der Gemeinde Bergrheinfeld im Landkreis Schweinfurt              | 19,87 (2.4 %)   | 5467 (4.7 %)   | 275              | [ 6 ]     | [ 7 ]   |
| Dingolshausen           | Wappen der Gemeinde Dingolshausen           | 4  | Gerolzhofen | Lage der Gemeinde Dingolshausen im Landkreis Schweinfurt              | 10,23 (1.2 %)   | 1419 (1.2 %)   | 139              | [ 8 ]     | [ 9 ]   |
| Dittelbrunn             | Wappen der Gemeinde Dittelbrunn             | 4  |             | Lage der Gemeinde Dittelbrunn im Landkreis Schweinfurt                | 23,84 (2.8 %)   | 7598 (6.5 %)   | 319              | [ 10 ]    | [ 11 ]  |
| Donnersdorf             | Wappen der Gemeinde Donnersdorf             | 9  | Gerolzhofen | Lage der Gemeinde Donnersdorf im Landkreis Schweinfurt                | 26,97 (3.2 %)   | 1991 (1.7 %)   | 74               | [ 12 ]    | [ 13 ]  |
| Euerbach                | Wappen der Gemeinde Euerbach                | 4  |             | Lage der Gemeinde Euerbach im Landkreis Schweinfurt                   | 17,40 (2.1 %)   | 3017 (2.6 %)   | 173              | [ 14 ]    | [ 15 ]  |
| Frankenwinheim          | Wappen der Gemeinde Frankenwinheim          | 3  | Gerolzhofen | Lage der Gemeinde Frankenwinheim im Landkreis Schweinfurt             | 14,73 (1.8 %)   | 994 (0.9 %)    | 67               | [ 16 ]    | [ 17 ]  |
| Geldersheim             | Wappen der Gemeinde Geldersheim             | 1  |             | Lage der Gemeinde Geldersheim im Landkreis Schweinfurt                | 15,33 (1.8 %)   | 2901 (2.5 %)   | 189              | [ 18 ]    | [ 19 ]  |
| Gerolzhofen, St         | Wappen der Gemeinde Gerolzhofen             | 4  | Gerolzhofen | Lage der Gemeinde Gerolzhofen im Landkreis Schweinfurt                | 18,39 (2.2 %)   | 6966 (6 %)     | 379              | [ 20 ]    | [ 21 ]  |
| Gochsheim               | Wappen der Gemeinde Gochsheim               | 2  |             | Lage der Gemeinde Gochsheim im Landkreis Schweinfurt                  | 20,67 (2.5 %)   | 6378 (5.5 %)   | 309              | [ 22 ]    | [ 23 ]  |
| Grafenrheinfeld         | Wappen der Gemeinde Grafenrheinfeld         | 1  |             | Lage der Gemeinde Grafenrheinfeld im Landkreis Schweinfurt            | 11,35 (1.3 %)   | 3511 (3 %)     | 309              | [ 24 ]    | [ 25 ]  |
| Grettstadt              | Wappen der Gemeinde Grettstadt              | 4  |             | Lage der Gemeinde Grettstadt im Landkreis Schweinfurt                 | 34,93 (4.2 %)   | 4310 (3.7 %)   | 123              | [ 26 ]    | [ 27 ]  |
| Kolitzheim              | Wappen der Gemeinde Kolitzheim              | 11 |             | Lage der Gemeinde Kolitzheim im Landkreis Schweinfurt                 | 59,10 (7 %)     | 5775 (5 %)     | 98               | [ 28 ]    | [ 29 ]  |
| Lülsfeld                | Wappen der Gemeinde Lülsfeld                | 4  | Gerolzhofen | Lage der Gemeinde Lülsfeld im Landkreis Schweinfurt                   | 11,20 (1.3 %)   | 826 (0.7 %)    | 74               | [ 30 ]    | [ 31 ]  |
| Michelau im Steigerwald | Wappen der Gemeinde Michelau im Steigerwald | 11 | Gerolzhofen | Lage der Gemeinde Michelau im Steigerwald im Landkreis Schweinfurt    | 14,15 (1.7 %)   | 1150 (1 %)     | 81               | [ 32 ]    | [ 33 ]  |
| Niederwerrn             | Wappen der Gemeinde Niederwerrn             | 2  |             | Lage der Gemeinde Niederwerrn im Landkreis Schweinfurt                | 9,77 (1.2 %)    | 8381 (7.2 %)   | 858              | [ 34 ]    | [ 35 ]  |
| Oberschwarzach, M       | Wappen der Gemeinde Oberschwarzach          | 12 | Gerolzhofen | Lage der Gemeinde Oberschwarzach im Landkreis Schweinfurt             | 25,51 (3 %)     | 1446 (1.2 %)   | 57               | [ 36 ]    | [ 37 ]  |
| Poppenhausen            | Wappen der Gemeinde Poppenhausen            | 6  |             | Lage der Gemeinde Poppenhausen im Landkreis Schweinfurt               | 39,13 (4.7 %)   | 4491 (3.8 %)   | 115              | [ 38 ]    | [ 39 ]  |
| Röthlein                | Wappen der Gemeinde Röthlein                | 3  |             | Lage der Gemeinde Röthlein im Landkreis Schweinfurt                   | 19,09 (2.3 %)   | 4478 (3.8 %)   | 235              | [ 40 ]    | [ 41 ]  |
| Schonungen              | Wappen der Gemeinde Schonungen              | 13 |             | Lage der Gemeinde Schonungen im Landkreis Schweinfurt                 | 81,03 (9.6 %)   | 7779 (6.7 %)   | 96               | [ 42 ]    | [ 43 ]  |
| Schwanfeld              | Wappen der Gemeinde Schwanfeld              | 3  | Schwanfeld  | Lage der Gemeinde Schwanfeld im Landkreis Schweinfurt                 | 12,00 (1.4 %)   | 1749 (1.5 %)   | 146              | [ 44 ]    | [ 45 ]  |
| Schwebheim              | führt kein Wappen                           | 1  |             | Lage der Gemeinde Schwebheim im Landkreis Schweinfurt                 | 8,10 (1 %)      | 4187 (3.6 %)   | 517              | [ 46 ]    | [ 47 ]  |
| Sennfeld                | Wappen der Gemeinde Sennfeld                | 1  |             | Lage der Gemeinde Sennfeld im Landkreis Schweinfurt                   | 6,98 (0.8 %)    | 4533 (3.9 %)   | 649              | [ 48 ]    | [ 49 ]  |
| Stadtlauringen, M       | Wappen der Gemeinde Stadtlauringen          | 20 |             | Lage der Gemeinde Stadtlauringen im Landkreis Schweinfurt             | 63,61 (7.6 %)   | 4178 (3.6 %)   | 66               | [ 50 ]    | [ 51 ]  |
| Sulzheim                | Wappen der Gemeinde Sulzheim                | 6  | Gerolzhofen | Lage der Gemeinde Sulzheim im Landkreis Schweinfurt                   | 26,79 (3.2 %)   | 2031 (1.7 %)   | 76               | [ 52 ]    | [ 53 ]  |
| Üchtelhausen            | Wappen der Gemeinde Üchtelhausen            | 9  |             | Lage der Gemeinde Üchtelhausen im Landkreis Schweinfurt               | 62,14 (7.4 %)   | 3855 (3.3 %)   | 62               | [ 54 ]    | [ 55 ]  |
| Waigolshausen           | Wappen der Gemeinde Waigolshausen           | 4  |             | Lage der Gemeinde Waigolshausen im Landkreis Schweinfurt              | 23,76 (2.8 %)   | 2759 (2.4 %)   | 116              | [ 56 ]    | [ 57 ]  |
| Wasserlosen             | Wappen der Gemeinde Wasserlosen             | 8  |             | Lage der Gemeinde Wasserlosen im Landkreis Schweinfurt                | 51,30 (6.1 %)   | 3374 (2.9 %)   | 66               | [ 58 ]    | [ 59 ]  |
| Werneck, M              | Wappen der Gemeinde Werneck                 | 13 |             | Lage der Gemeinde Werneck im Landkreis Schweinfurt                    | 73,57 (8.7 %)   | 10090 (8.6 %)  | 137              | [ 60 ]    | [ 61 ]  |
| Wipfeld                 | Wappen der Gemeinde Wipfeld                 | 2  | Schwanfeld  | Lage der Gemeinde Wipfeld im Landkreis Schweinfurt                    | 5,23 (0.6 %)    | 1019 (0.9 %)   | 195              | [ 62 ]    | [ 63 ]  |